# Giorgio Salomone
Giorgio Salomone (Dronero, 19 febbraio 1960) è un ex pallavolista italiano.
Giocava nel ruolo di schiacciatore ricevitore e centrale.

## Biografia
È zio del pallavolista Mauro Gavotto.

## Carriera
Originario di San Damiano Macra, iniziò la carriera nel Cuneo dove, non trovando spazio, decise di trasferirsi al CUS Torino con il quale fece le sue fortune, vincendo tre scudetti, la Coppa delle Coppe 1983-84 e la Coppa dei Campioni 1979-80.
Salomone è diventato poi responsabile del settore giovanile del Piemonte, allenando diverse categorie di squadre e portando nel 2019 la formazione Under-16 a vincere lo scudetto di categoria.

## Palmarès
- Campionato italiano: 3

1979-80, 1980-81, 1983-84
- Coppa dei Campioni: 1

1979-80
- Coppa delle Coppe: 1

1983-84